# Texas Gold
| Recensione       | Giudizio |
| ---------------- | -------- |
| AllMusic         | [ 1 ]    |
| Robert Christgau | B+       |

Texas Gold è il terzo album discografico del gruppo di country-rock statunitense Asleep at the Wheel, pubblicato dalla casa discografica Capitol Records nel settembre del 1975.

## Tracce

### LP
Lato A
1. The Letter That Johnny Walker Read – 3:15 (Leroy Preston, Ray Benson, George Frayne)
2. Fat Boy Rag – 3:15 (Bob Wills, Lester Junior Barnard)
3. Runnin' After Fools – 3:16 (Leroy Preston)
4. Let Me Go Home Whiskey – 4:08 (Shifte Henri)
5. Nothin' Takes the Place of You – 2:59 (Toussaint McCall, Patrick Robinson)

Lato B
1. Roll 'Em Floyd (Interpolating Rebecca/Roll 'Em Pete) – 5:05 (Big Joe Turner, Pete Johnson)
2. Tonight the Bartender Is on the Wrong Side of the Bar – 3:10 (Leroy Preston)
3. Bump Bounce Boogie – 3:12 (Leroy Preston, James Haber, Ray Benson)
4. Where No One Stands Alone – 2:43 (Mosie Lister)
5. Trouble in Mind – 3:33 (Bobby Blue)

## Formazione
- Ray Benson - chitarra solista, chitarra ritmica
- Ray Benson - voce (brani: The Letter That Johnny Walker Read, Runnin' After Fools, Roll 'Em Floyd e Trouble in Mind)
- Ray Benson - cori (brani: 'Let Me Go Home, Whiskey, Tonight the Bartender Is on the Wrong Side of the Bar e Where No One Stands Alone)
- Chris O'Connell - chitarra ritmica
- Chris O'Connell - voce (brani: The Letter That Johnny Walker Read, Nothin' Takes the Place of You, Bump Bounce Boogie e Where No One Stands Alone)
- Chris O'Connell - banjo (brano: Fat Boy Rag)
- Chris O'Connell - cori (brani: Runnin' After Fools, Let Me Go Home, Whiskey e Tonight the Bartender Is on the Wrong Side of the Bar)
- Leroy Preston - chitarra ritmica
- Leroy Preston - voce (brani: Runnin' After Fools, Let Me Go Home, Whiskey e Tonight the Bartender Is on the Wrong Side of the Bar)
- Leroy Preston - cori (brani: The Letter That Johnny Walker Read e Where No One Stands Alone)
- Lucky Oceans - chitarra pedal steel
- Floyd Domino - piano
- Daniel Levin - fiddle
- Ed Vizard - sassofono tenore
- Tony Garnier - contrabbasso, basso fender, basso tic tac
- Tony Garnier - basso tic tac (brano: Tonight the Bartender Is on the Wrong Side of the Bar
- Scott Hennige - batteria

Altri musicisti
- Johnny Gimble - fiddle (brani: The Letter That Johnny Walker Read, Fat Boy Rag, Runnin' After Fools, Let Me Go Home, Whiskey, Nothin' Takes the Place of You, Tonight the Bartender Is on the Wrong Side of the Bar, Bump Bounce Boogie, Where No One Stands Alone e Trouble in Mind)
- Johnny Gimble - mandolino elettrico (brano: Fat Boy Rag)
- Johnny Gimble - banjo (brano: Trouble in Mind)
- Bill Joor - tromba (brani: The Letter That Johnny Walker Read, Runnin' After Fools, Nothin' Takes the Place of You, Bump Bounce Boogie e Trouble in Mind)
- David Poe - sassofono alto (brani: The Letter That Johnny Walker Read, Runnin' After Fools, Nothin' Takes the Place of You e Bump Bounce Boogie)
- David Poe - sassofono basso (brano: Runnin' After Fools)
- David Poe - clarinetto (brano: Trouble in Mind)
- Tommy Allsup - basso tic tac (brano: The Letter That Johnny Walker Read)
- Billy Briggs - sassofono tenore (brani: Fat Boy Rag e Roll 'Em Floyd)
- Bob Womack - tromba (brani: Fat Boy Rag e Roll 'Em Floyd)
- Mike O'Dowd - clarinetto (brani: Fat Boy Rag e Roll 'Em Floyd)
- Hurshal W. Wigginton - cori (brano: Where No One Stands Alone)

Note aggiuntive
- Tommy Allsup - produttore (per la Konawa Music Productions)
- Registrazioni effettuate al Jack Clement's Studio di Nashville (Tennessee) il 10, 11, 24 e 25 giugno 1975 (eccetto i brani: Fat Boy Rag e Roll 'Em Floyd)
- Billy D. Sherrill - ingegnere delle registrazioni
- Brani: Fat Boy Rag e Roll 'Em Floyd, registrati al KAFM Studio di Dallas (Texas) il 30 giugno 1975
- Roger Harris - ingegnere delle registrazioni (KAFM Studio)
- Jack White - artwork copertina frontale album originale
- Slick Lawson - fotografia retrocopertina album originale
- Ringraziamenti speciali a: Dave Douds, Frank Jones, Bob Thompson e Bill Williams[4]

## Classifica
Album
| Anno | Classifica         | Posizione raggiunta |
| ---- | ------------------ | ------------------- |
| 1975 | Billboard 200      | 136                 |
| 1975 | Top Country Albums | 7                   |

Singoli
| Anno | Titolo del brano                   | Classifica        | Posizione raggiunta |
| ---- | ---------------------------------- | ----------------- | ------------------- |
| 1975 | The Letter That Johnny Walker Read | Hot Country Songs | 10                  |
| 1976 | Bump Bounce Boogie                 | Hot Country Songs | 31                  |
| 1976 | Nothin' Takes the Place of You     | Hot Country Songs | 35                  |